# Harełaje (obwód witebski)
Harełaje (biał. Гарэлае; ros. Горелое, Goriełoje) – wieś na Białorusi, w obwodzie witebskim, w rejonie dokszyckim, w sielsowiecie Biehomla. W 2009 roku liczyła 18 mieszkańców.